# Itala Mela
Itala Mela (née le 28 août 1904 à La Spezia et morte le 29 avril 1957  dans la même ville) était une théologienne et mystique italienne, oblate de l'Ordre de Saint-Benoît, qui centra sa spiritualité sur la Sainte Trinité. Elle est vénérée comme bienheureuse par l'Église catholique.

## Biographie
Itala Mela naît à La Spezia le 28 août 1904. Issue d'une famille religieuse, elle connaît ses premières expériences spirituelles lors de sa première communion. Sa foi sera ébranlée lorsque son frère meurt prématurément en 1920. Elle se déclare athée durant un certain temps. Inscrite à la Faculté de Lettres de Milan, son adhésion à la Fédération des universitaires catholiques italiens lui permet de retrouver le sens de sa foi chrétienne. C'est dans ce milieu qu'elle fait connaissance de Alfredo Ildefonso Schuster et de Giovanni Battista Montini, futur pape Paul VI. Après avoir obtenu un diplôme de Lettres, Itala Mela devient professeure.
Le 3 août 1928, elle connaît sa première expérience mystique. Alors qu'elle se recueille dans une église, un faisceau de lumière émane du tabernacle, et elle entend la voix de Dieu qui l'appelle à répandre dans le monde le mystère de l'Inhabitation des Personnes divines dans l'âme humaine (Jn 14,23), le mystère de la participation de l'homme à la vie trinitaire. C'est en l'honneur de ce mystère qu'elle choisira en religion le nom de Marie de la Trinité. Dès lors, elle vit de manière discrète, menant une profonde vie spirituelle. Attirée par la vie religieuse, Itala fait sa profession comme oblate chez les bénédictines de la Basilique Saint-Paul-hors-les-Murs de Rome, en 1933.
À partir de 1936, ses expériences mystiques s'accentuent et elle aurait été favorisée de nombreuses apparitions de la Sainte-Trinité. C'est dans son Journal qu'elle met par écrit sa conception spirituelle de la Trinité. Elle en fit le centre de sa vie, basant tout sur ce mystère de la foi. Itala Mela composa également une série d'exercices spirituels qui connurent du succès. Elle meurt le 29 avril 1957, à La Spezia, laissant le souvenir d'une femme débordante de charité et d'une profonde spiritualité.

## Béatification et canonisation
La cause en béatification et canonisation d'Itala Mela débute en 1968 dans le diocèse de La Spezia. Ses restes mortels sont transférés du cimetière communal à la cathédrale du Christ-Roi en 1983. La cause ayant été étudiée par la Congrégation pour les causes des saints à Rome, c'est le 12 juin 2014 que le pape François promulgue le décret reconnaissant l'héroïcité de ses vertus d'Itala Mela, la déclarant vénérable.
Le 14 décembre 2015, le pape François reconnaît un miracle dû à son intercession, ouvrant ainsi la voie à la béatification. Celle-ci est célébrée le 10 juin 2017 à La Spezia par le cardinal Angelo Amato, préfet de la congrégation pour les causes des saints.